# Makovo, Tărgoviște
Makovo (în bulgară Маково) este un sat în comuna Tărgoviște, regiunea Tărgoviște,  Bulgaria. 

## Demografie
Componența etnică a satului Makovo
     Bulgari (70,2%)
     Nicio identificare (8,9%)
     Turci (19,86%)
     Romi (0%)
     Altele (1,02%)
La recensământul din 2011, populația satului Makovo era de 292 locuitori. Din punct de vedere etnic, majoritatea locuitorilor (70,2%) erau bulgari, cu o minoritate de turci (19,86%). Pentru 8,9% din locuitori nu este cunoscută apartenența etnică.